# 電競電腦

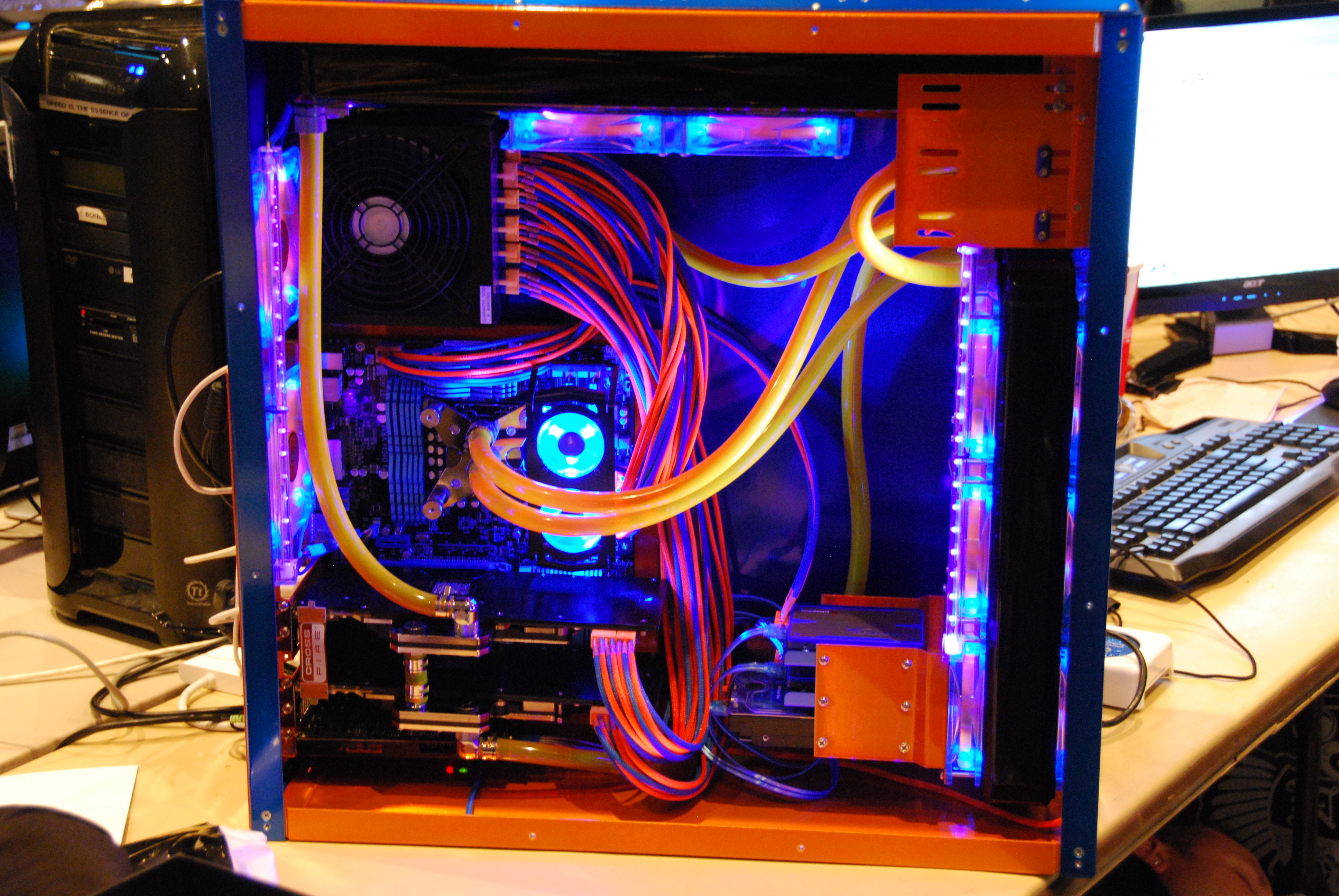
一台使用了分体水冷的电竞电脑

游戏级电脑（英語：Gaming computer）也称電競電腦（英語：Esports Gaming PC）或电竞级电脑，是一种专门用来在极高的游戏节奏和图像设置下运行电子游戏的個人電腦。該種電腦與一般电脑的区别在于內部通常配有較高階的硬件，是針對运算需求高的电脑游戏及電子競技玩家而设计，也是基准测试的一種电脑的評測級別，或廠商標示的一種电脑產品級別。
因为游戏级电脑在动画渲染方面的性能优势，许多专业视频编辑工作者也会使用此类电脑。

## 平台
- 電競桌機[2]（gaming desktop）
- 電競笔记本[3]（gaming laptop），也称“游戏本”
- 電競平板[4]（gaming tablet）

## 配備標準
電競級的配備標準是因各家硬體效能評測排行而定，或是因各家廠商的產品標示而定，但不見得可信，因為沒有公認的判定標準。

### 內部
例如有高階CPU或可支援超頻、一張或多張高階显示卡，机箱内会很快积累大量废热，对硬件冷却的需求很高。因此游戏级电脑会使用高流量风扇、大型散热片和利于通风的机箱外壳设计，并常常会裝有水冷式系統直接将热量传到机箱外面。一些新式机箱甚至会使用开放式结构。
電競筆電則使用高效能處理器，取代一般筆電常用、著重於續航力的低電壓版處理器。以英特爾CPU為例，電競筆電常用後方帶「H」字母型號,可超頻的處理器後方帶「K」字母型號，一般筆電則採用後方帶「U」型號。顯示晶片通常採用中高階獨立繪圖晶片。因现今的处理器、显示卡对于电力的要求更高，使发热量增加，因此电竞系列的产品通常拥有更强大的散热及较为厚重的机身。

### 外部
桌上型電競電腦通常有USB遊戲手把及特殊的電競機箱、電競鍵盤、電競滑鼠與電競耳機等等，這些產品常見為黑色系主題的特殊造型設計，並搭上背光。较高端的显示器会配备超过一般60Hz的显示频率以提供更流畅的画面。
電競筆電大多為14吋以上顯示器。

## 與電子遊戲機的關係
電競電腦的主要市场競爭對手為電子遊戲機（特别是家用游戏机，如PlayStation、XBox和任天堂等）。因为电竞电脑对比消费级游戏机在硬件性能、升级和改装潜能、个性化、在线发行和游戏直播方面有全面优势（相比之下，游戏机玩家只能选择制造商制定的量产配置），加上通过模拟器软件可以使个人电脑也运行一部分游戏机或街机游戏，所以许多电脑玩家坚信电脑才是最优化和性价比最高的电子游戏平台。一些电脑发烧友则干脆自称“荣耀的电脑游戏优等种族”（Glorious PC Gaming Master Race）和“神族”（Godhood）来炫耀己方的硬件性能优势，并嘲讽电子游戏机玩家是“肮脏的游戏机草民”（dirty console peasants）。

## 與家用電腦的關係
家用電腦同樣是以玩遊戲為特色的電腦，在1980年代日益普及，後來被淘汰。

## 與高配電腦的差別
电竞电脑和高配电脑同样注重硬件规格，但在预算、成本的分配上，电竞电脑通常搭载更强的显示卡及更强大的散热，而高配电脑更注重处理器及周边装置的连接性。
在处理器规格大致相同的笔记本电脑上，电竞系列的产品通常拥有更高的萤幕更新率、更高规格的显示卡，且拥有更好的散热使得长时间负载下能维持一定的效能，但带来的较为厚重的机身；而高配的笔记本通常有更高的萤幕解析度、更多的周边I/O、更长的续航时间，但牺牲了散热，导致长时间负载可能会出现过热的情况。在轻薄的笔记本上，此问题会更加明显。

## 各家產品
- 華碩
  - ROG系列（桌機、筆電、主機板、顯示卡、機械式鍵盤、滑鼠、Wi-Fi分享器）[8]
  - TUF系列

- 技嘉
  - AORUS系列（桌機、筆電、主機板、顯示卡、記憶體、機械式鍵盤、滑鼠）

- 微星
  - GT、GS、GE、GP、GL、GF、Crosshair系列（筆電）
  - Vortex、Aegis、Nightblade、Trident系列（桌機）
  - GAMING等等遊戲系列（主機板、顯示卡、鍵盤、滑鼠、遊戲手把）

- 宏碁
  - Predator系列（桌機、筆電、平板）

- 聯想[9]
  - IdeaCentre Y900 RE（桌機）
  - IdeaPad Y700（筆電）
  - IdeaPad Y900（筆電）
  - 拯救者(Legion)系列（筆電、桌機）

- 惠普
  - 暗影精灵(Omen)、Pavilion Gaming系列

- 戴爾
  - 外星人系列
  - G系列/Inspiron Gaming系列

- Razer
  - Razer Blade（筆電）
  - Razer Blade Pro（筆電）[10]

- 三星
  - odyssey（筆電）

- Valve
  - Steam Machine

- 神舟
  - 战神（筆電）
  - 炫龙（筆電）